# Emissionsnebel
Als Emissionsnebel (lat. emittere „aussenden“, „herauslassen“) werden in der Astronomie Wolken interstellaren Gases (Nebel) bezeichnet, die Licht in verschiedensten Farben emittieren. Darin unterscheiden sie sich von Reflexionsnebeln, die lediglich eingestrahltes Licht reflektieren.
Die Energiequelle, die den Nebel zum Leuchten anregt, sind meist hochenergetische Photonen eines oder mehrerer benachbarter heißer Sterne. Diese vor allem im UV strahlenden Sterne sind für das Auge nicht immer sichtbar.
Zur Lichtaussendung durch die Atome des Nebelgases kommt es auf zweierlei Arten:
1. Ionisation und Rekombination: Atomen werden zunächst durch Photonen, deren Energie höher als die notwendige Ionisationsenergie ist, Elektronen entrissen; es entstehen Ionen und freie Elektronen. Dieser Vorgang wird auch Photoionisation genannt. Die freien Elektronen können anschließend von ionisierten Atomen eingefangen werden, wobei die Elektronen ihre kinetische Energie in Form eines Photons wieder abgeben (Rekombinationsleuchten).
Dabei wird sich ein eingefangenes Elektron zunächst meist auf einer höheren als der energetisch niedrigsten, nicht vollbesetzten Elektronenschale aufhalten, wodurch sich das Atom in einem angeregten Zustand befindet. Nach kurzer Zeit wird es aber auf eine niedrigere Schale springen und den Energieunterschied zwischen beiden Schalen als Photon mit charakteristischer Wellenlänge und Energie abgeben. Dies wird solange fortgesetzt, bis der Grundzustand erreicht ist, in dem zu keiner niedrigeren Schale mehr gesprungen werden kann.
2. Anregungszustände: Ein an ein Atom gebundenes Elektron wird durch ein Photon bestimmter Energie nur auf eine höhere Elektronenschale, in einen energetisch höheren Zustand angehoben. Die Photonenenergie muss dabei genau dem Energieunterschied zwischen ursprünglicher und höherer Schale entsprechen und kann auch durch das Zusammenwirken von mehreren Photonen aufgebracht werden. Das Zurückspringen, möglicherweise in mehreren Schritten, erfolgt wie bei der Rekombination.

Diese Mechanismen bewirken, dass die Spektralanalyse von Emissionsnebeln keine reine Kontinuumstrahlung zeigt, sondern diskrete, stärkere Emissionslinien auftreten.
Die Sterne, die für das Leuchten der Emissionsnebel verantwortlich sind, sind meist heiße, junge Sterne der Spektralklassen O, B oder A, da nur sie die notwendige energiereiche Strahlung emittieren können. Meist handelt es sich bei den Nebeln um die Überreste der Gaswolken, aus denen diese Sterne entstanden sind. Diese Art von Emissionsnebeln sind häufig H-II-Gebiete, d. h. Gebiete, in denen Wasserstoff ionisiert vorkommt.
Ebenfalls zu den Emissionsnebeln gehören prinzipbedingt die planetarischen Nebel, bei denen allerdings ein heißer weißer Zwerg, also der Überrest eines Sterns, mit seiner intensiven UV-Strahlung für das Leuchten sorgt. Hier besteht der Nebel aus den abgestoßenen äußeren Gashüllen des früheren Sterns.
Die Farbe des Emissionsnebels hängt von seiner chemischen Zusammensetzung und von der Energie des eingestrahlten Lichts ab. Wegen der Häufigkeit von Wasserstoff im interstellaren Gas und seiner relativ niedrigen Ionisationsenergie leuchten viele Nebel im charakteristischen Rot der H-alpha-Linie bei 656,3 nm Wellenlänge. Steht noch mehr Energie zur Verfügung, können auch andere Elemente ionisiert werden, sodass Teile des Nebels in grünen und blauen Farbtönen leuchten. Aus dem Spektrum eines Nebels können Astronomen die enthaltenen Elemente bestimmen. Die meisten Emissionsnebel bestehen zu 90 % aus Wasserstoff, des Weiteren aus Helium, Sauerstoff, Stickstoff und anderen Elementen.
Schöne Beispiele für Emissionsnebel sind der Lagunennebel M 8 und der Orionnebel M 42.
Emissionsnebel enthalten oftmals dunklere Regionen, wo dichte Staubwolken, so genannte Dunkelwolken, kein Licht hindurchlassen. Solche Kombination von Emissionsnebeln und Dunkelwolken ergeben interessant aussehende Objekte, deren Form häufig die Namensgebung beeinflusste, so z. B. beim Konusnebel NGC 2264.
Emissions- und Reflexionsnebel können häufig zusammen beobachtet werden und werden manchmal zusammengefasst als diffuse Nebel bezeichnet. Beispiele dafür sind der Omeganebel M 17 und der Trifidnebel M 20.